# Tomasz Frankowski
Tomasz Frankowski (ur. 16 sierpnia 1974 w Białymstoku) – polski piłkarz i polityk, poseł do Parlamentu Europejskiego IX kadencji.
Jako piłkarz występował na pozycji napastnika. Reprezentant Polski, czterokrotny król strzelców polskiej ekstraklasy, w której strzelił łącznie 168 goli, stając się jednym z najskuteczniejszych graczy ligi. Jest również członkiem Klubu 300 – zawodników o największej liczbie występów w najwyższej klasie rozgrywkowej. Największe sukcesy osiągnął z Wisłą Kraków, z którą pięciokrotnie zdobywał mistrzostwo Polski. W 2010–2012 pełnił funkcję trenera napastników reprezentacji Polski. Znany pod pseudonimami „Franek” lub „Franek, łowca bramek”.

## Życiorys

### Kariera juniorska
Tomasz Frankowski od dzieciństwa interesował się piłką nożną. W 1984 grał w reprezentacji Szkoły Podstawowej nr 10 w Białymstoku. Jego drużyna okazała się triumfatorem turnieju juniorskiego, a zwycięzców zapisano na treningi w miejscowej Jagiellonii. W ten sposób w wieku dziesięciu lat znalazł się w białostockim klubie. Po sześciu latach podpisał swój pierwszy kontrakt z Jagiellonią, który opiewał na 300 tysięcy ówczesnych złotych.
W lipcu 1989 z siedmioma golami został najlepszym strzelcem rozegranego w Koszalinie turnieju finałowego o Puchar Michałowicza. Jego trenerem był Ryszard Karalus, pod którego opieką młodzieżowy zespół Jagiellonii wywalczył w 1992 mistrzostwo Polski. W tej drużynie razem z Tomaszem Frankowskim grali również m.in. przyszli reprezentanci kraju: Mariusz Piekarski i Marek Citko.

### Kariera klubowa

#### Jagiellonia Białystok
Zadebiutował w ekstraklasie 29 sierpnia 1992 w spotkaniu Jagiellonii Białystok z Ruchem Chorzów. Pierwszą bramkę zdobył 7 października tegoż roku w spotkaniu z Szombierkami Bytom, prawidłowo wykonując rzut karny.
Młody napastnik nie mógł się jednak przebić do pierwszej drużyny, mimo to jego talent został dostrzeżony przez trenerów francuskiego RC Strasbourg. Wkrótce oba kluby doszły do porozumienia i Jagiellonia zezwoliła na jego wypożyczenie. W związku z sytuacją finansową białostockiego klubu odstępnym za dziewiętnastolatka okazało się sfinansowanie sprzętu i obozu przygotowawczego dla Jagiellonii we Francji.

#### Wyjazd do Francji i Japonii

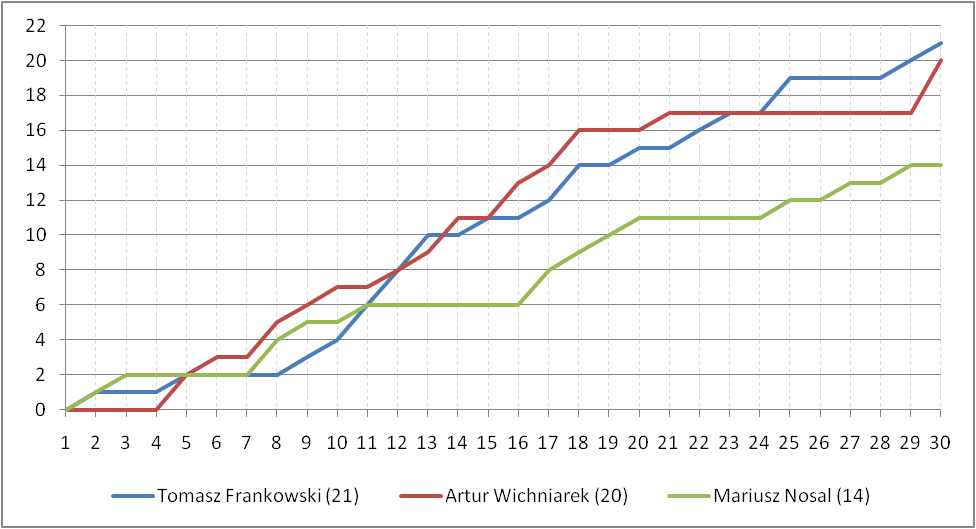
Przebieg rywalizacji o tytuł króla strzelców w poszczególnych kolejkach sezonu 1998/1999

Tomasz Frankowski występował w Strasbourgu w latach 1993–1996. Na początku prezentował się bardzo dobrze, zdobywając 22 bramki w rezerwach oraz 2 w pierwszym zespole, ale jego karierę przerwała poważna kontuzja. W 1995 zwyciężył z RC Strasbourg w rozgrywkach Pucharu Intertoto.
W 1996 przeszedł do prowadzonego wówczas przez Arsène'a Wengera japońskiego klubu Nagoya Grampus Eight, lecz szybko powrócił do Francji. Przeniósł się najpierw do trzecioligowego Poitiers FC (kwota odstępnego 150 tys. euro), by po roku znaleźć się w FC Martigues (kwota odstępnego 350 tys. euro).

#### Powrót do Polski

##### Lata 1998–2004
W 1998 powrócił do Polski, zostając zawodnikiem Wisły Kraków. Już w pierwszym sezonie gry w ekstraklasie zdobył tytuł króla strzelców oraz został wybrany piłkarzem sezonu, w dużej mierze przyczyniając się do zdobycia przez Wisłę mistrzostwa Polski.
W przerwie letniej przed rozpoczęciem sezonu 2001/2002 włoska prasa informowała o zainteresowaniu zawodnikiem ze strony Brescii Calcio, w której występował inny polski reprezentant – Marek Koźmiński. Z kolei niemiecka prasa pisała, iż wysłannicy Borussii Mönchengladbach obserwowali Tomasza Frankowskiego w meczu z Legią Warszawa w poprzednim sezonie. Polskie media donosiły, że kwota, za którą krakowski klub byłby skłonny sprzedać swojego najlepszego napastnika, wynosić miała 7 mln marek.
Spotkanie rozgrywane między Wisłą Kraków a Widzewem Łódź 30 września 2001 było setnym meczem Tomasza Frankowskiego w najwyższej klasie rozgrywkowej w Polsce.
W meczu rozgrywanym 17 października 2004 pomiędzy Odrą Wodzisław a Wisłą Kraków strzelił swoją setną bramkę w polskiej ekstraklasie.

##### Sezon 2004/2005

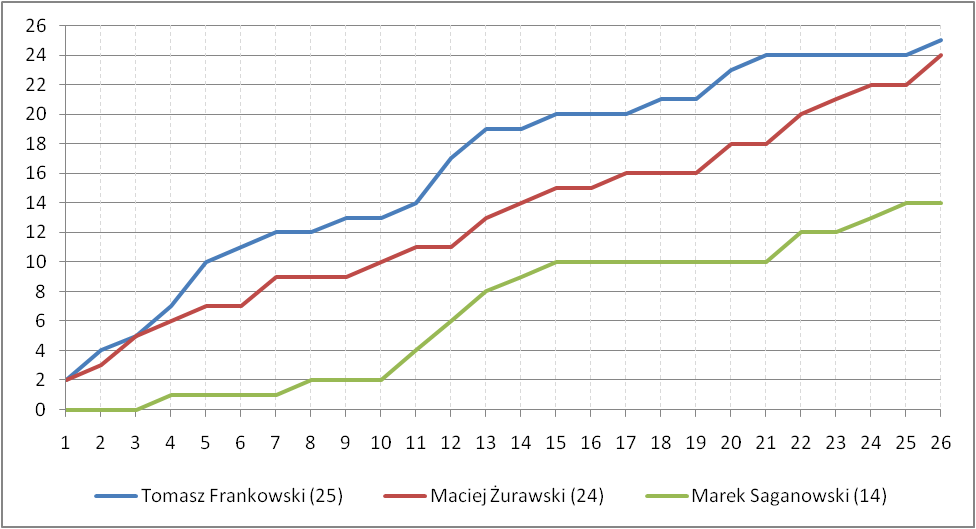
Przebieg rywalizacji o tytuł króla strzelców w poszczególnych kolejkach sezonu 2004/2005

W meczu 19. kolejki, w której gracze Wisły Kraków pokonali Amikę Wronki (1:0) i przełamali passę trzech remisów, odniósł kontuzję. Początkowo zdiagnozowano, że może być to odnowienie kontuzji mięśnia lewego przywodziciela, która w 2002 wyłączyła zawodnika z gry na pół roku. Uraz jednak nie okazał się tak groźny i zawodnik wrócił do treningów po dwóch dniach absencji.
Pod koniec kwietnia na łamach prasy piłkarz zaprzeczył doniesieniom mediów, iż złe wyniki i mało efektowna gra Wisły jest sabotażem zawodników przeciwko trenerowi Vernerowi Ličce, mającym na celu jego zwolnienie przez zarząd klubu. Przyznał, że drużyna znajduje się w słabszej formie. W kolejnym spotkaniu krakowianie pokonali Zagłębie Lubin 6:0, czym zdementowali wszystkie poprzednie medialne plotki. Zdobywcą dwóch bramek był w tym spotkaniu Tomasz Frankowski.
Cztery dni później zdobył zwycięską bramkę w derbach Krakowa. Było to pierwsze zwycięstwo napastnika pochodzącego z Białegostoku w meczach z Cracovią. 10 maja prezes Wisły Kraków Janusz Basałaj w wywiadzie dla „Przeglądu Sportowego” podał, iż menedżer piłkarski Adam Mandziara uzyskał pozwolenie klubu na negocjacje z prezesem Austrii Wiedeń Tonym Polsterem w sprawie transferu Macieja Żurawskiego i Tomasza Frankowskiego do wiedeńskiego klubu. Łączna cena za duet napastników została wyznaczona przez Wisłę na 4 mln euro. Według Janusza Basałaja przyczyną wyjazdu Tomasza Frankowskiego za granicę miałaby być chęć zarobienia większych pieniędzy w perspektywie zakończenia kariery w przeciągu kilku najbliższych lat. Tydzień później „Super Express” doniósł, iż nad indywidualnym transferem napastnika do wiedeńskiego klubu pracuje Janusz Feiner. Na początku czerwca włoska „La Gazzetta dello Sport” zakomunikowała, że ACF Fiorentina chce pozyskać trójkę Polaków: Kamila Kosowskiego, Macieja Żurawskiego i Tomasza Frankowskiego. Według włoskich dziennikarzy uwagę Włochów na ostatniego z nich miały zwrócić jego gole zdobyte w eliminacjach do mistrzostw świata. Zwolennikiem pozyskania krakowskiego duetu napastników miał być ówczesny trener Cesare Prandelli (wiślacy wyeliminowali jego Parmę z Pucharu UEFA w 2002).
W okresie transferowych pertraktacji piłkarz nie wykazywał się strzelecką formą. Od zwycięskiego meczu z Cracovią w pięciu kolejnych meczach w barwach Wisły nie strzelił gola. Swoją nieskuteczność przełamał dopiero w ostatnim ligowym meczu sezonu z Dyskobolią Grodzisk Wielkopolski, wygranym przez Wiślaków 3:0. Po tym meczu świętował zdobycie mistrzostwa Polski oraz indywidualnego tytułu króla strzelców z liczbą 25 strzelonych bramek.

##### Sezon 2005/2006
Przed sezonem wypowiedział się na temat letnich zmian w klubie – prezesem został Zdzisław Kapka, stanowisko trenera objął Jerzy Engel. Negatywnie ocenił zwolnienie Henryka Kasperczaka w 2004, argumentując, iż przykład czeskiego trenera pokazał, że nie jest tak łatwo Wisłę poukładać, aby grała efektownie, co udawało się Henrykowi Kasperczakowi. Za styl gry Wisły w poprzednim sezonie obarczył zwolnionego trenera. Natomiast z nadziejami wypowiedział się o nadchodzącym sezonie, uważając, że nowi zawodnicy zdołają zastąpić Macieja Żurawskiego, który został sprzedany do Celticu Glasgow.
W lipcu Tomasz Frankowski został nowym kapitanem Wisły Kraków. W pierwszym meczu sezonu przeciwko Górnikowi Łęczna nie zdołał strzelić gola. Premierowe trafienie zaliczył w drugiej kolejce w zwycięskim meczu z drużyną GKS Bełchatów (3:0). W trzeciej kolejce przeciwko wicemistrzowi kraju, Dyskobolii Grodzisk Wielkopolski, strzelił dwa gole, a mecz zakończył się rezultatem 4:2 dla Wisły. Cztery dni później krakowianie rozegrali pierwszy z dwóch meczów decydujących o starcie w fazie grupowej Ligi Mistrzów z greckim Panathinaikosem AO. W domowym meczu wygrali 3:1, a jedną z bramek zdobył Tomasz Frankowski. Po meczu media pozytywnie oceniały szanse na awans polskiego zespołu do Ligi Mistrzów. Sam piłkarz stwierdził, że jest daleki od popadania w nadmierny optymizm, a szanse na awans oceniał jako równe. Rewanż odbył się dwa tygodnie później. W podstawowym czasie gry mecz zakończył się zwycięstwem 3:1 dla Greków. W dogrywce gola strzelił Ilias Kotsios i ostatecznie to Panathinaikos awansował do fazy grupowej Ligi Mistrzów. Po meczu w polskich gazetach pojawiły się wypowiedzi rozgoryczonego napastnika, który stwierdził stracenie motywacji do dalszej gry w kraju. Wskazywał, że w Polsce zdobył już wszystko, a także stracił wiarę w awans do fazy grupowej Ligi Mistrzów w kolejnym sezonie, wyrażając w ten sposób chęć zmiany otoczenia oraz wyjazdu za granicę.
27 sierpnia 2005 zagrał ostatni mecz w barwach Wisły Kraków (przeciwko Odrze Wodzisław), w 90. minucie spotkania strzelił bramkę dającą wiślakom remis.
Wkrótce zawodnik uzyskał pozwolenie na transfer od właściciela Wisły Kraków Bogusława Cupiała. Zainteresowane reprezentantem Polski były trzy kluby: hiszpańskie Levante UD i Elche CF oraz angielski Stoke City. Najbardziej na pozyskaniu napastnika zależało klubom z Hiszpanii. Kilka dni później został sprzedany do Elche, a Wisła uzyskała za niego 1,4 mln euro.

#### Drugi wyjazd za granicę

##### Elche CF

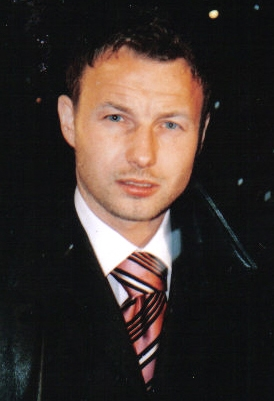
Tomasz Frankowski (2007)

1 września 2005 Tomasz Frankowski został oficjalnie zaprezentowany w barwach Elche, ale już kilka dni później w polskiej prasie pojawiły się wypowiedzi napastnika z obawą, czy faktycznie dokonał właściwego wyboru klubu. Przez kolejne kilka dni głównym tematem przy transferze Polaka, licznie omawianym w mediach, była sprawa podpisania przez niego kontraktu wstępnego z Levante. Klub z Walencji zapowiedział interwencję w hiszpańskiej federacji oraz FIFA. Działacze Levante twierdzili, że piłkarz taką umowę podpisał i jest zawodnikiem ich klubu. Grożono nawet kwotą 6 mln euro odszkodowania. W ciągu kilku dni sprawa się wyjaśniła – zawodnik oficjalnie zdementował plotki dotyczące podpisania przez niego kontraktu wstępnego z Levante i zdradził kulisy jego transferu. Według piłkarza Wisła dysponowała dwiema ofertami: 900 tys. euro od Elche i 1,2 mln euro od Levante. Na życzenie piłkarza właściciel Wisły Bogusław Cupiał zdecydował się na transfer do Elche, a w zamian Tomasz Frankowski zobowiązał się dołożyć Wiśle z własnego kontraktu 50 tys. euro do kwoty odstępnego. Zatem całkowita kwota transferu wyniosła 950 tys. euro, która mogła zostać powiększona o kolejne 250 tys. euro, jeśli w ciągu trzech lat Elche awansowałoby do Primera División. Trener Elche był usatysfakcjonowany sprowadzeniem Polaka do zespołu, który jego zdaniem w taktyce drużyny miał pełnić istotną rolę.
Tomasz Frankowski strzelił swoją pierwszą bramkę w nowym klubie już w debiucie. W meczu z Polideportivo Ejido napastnik pojawił się na boisku w 55. minucie i trzynaście minut później zdobył gola. W kolejnym meczu polski napastnik również wszedł z ławki rezerwowych i także zaliczył trafienie. W listopadzie hiszpańscy dziennikarze stwierdzili, że obok Nigeryjczyka Ikechukwu Uche Polak jest najlepszym zawodnikiem grającym w hiszpańskiej drugiej lidze. Zainteresowanie zawodnikiem wyraziło ponoć Deportivo La Coruña. W grudniu w polskiej prasie pojawiły się przejawy frustracji strzelecką niemocą polskiego piłkarza. Tomaszowi Frankowskiemu wyliczono kilkadziesiąt dni bez gola, co wcześniej nie przydarzyło mu się w barwach Wisły Kraków. Zawodnik stwierdził, że indolencja może być spowodowana zmianą stylu treningowego. Narzekał, iż obciążenie treningowe w Elche jest większe niż za czasów gry w Polsce. Strzelecką bessę przełamał w meczu z Numancią, w którym zdobył hat tricka, a jego zespół zwyciężył 4:1. 18 grudnia strzelił bramkę w meczu derbowym z Hérculesem. Elche zremisowało mecz, a trafienie było ósmym golem Polaka w Hiszpanii.
Na początku stycznia w mediach pojawiły się doniesienia o zainteresowaniu polskim napastnikiem ze strony angielskiego Wolverhampton Wanderers. W odpowiedzi wiceprezes Elche stwierdził, że bezzasadna byłaby sprzedaż kluczowego zawodnika zespołu. Następnie w prasie pojawiła się informacja, że Elche odrzuciło ofertę kupna przez angielski klub. Jednocześnie wysłannicy angielskiej drużyny obserwowali Tomasza Frankowskiego w kolejnych spotkaniach. W prasie pojawiły się informacje o zainteresowaniu napastnikiem ze strony innego angielskiego zespołu – Tottenhamu. Tymczasem Wolverhampton wysłał do Hiszpanii już trzecią ofertę transferową za polskiego piłkarza. Po przedłużonych negocjacjach oba kluby porozumiały się co do sumy odstępnego – Elche mogło uzyskać za Polaka łącznie ze wszystkimi klauzulami 2,5 mln euro i 15% wartości kolejnego transferu w przypadku sprzedaży napastnika przez angielski klub.
Łącznie w Elche CF w 14 meczach Tomasz Frankowski strzelił 8 bramek.

##### Wolverhampton Wanderers i CD Tenerife
25 stycznia 2006 Tomasz Frankowski podpisał dwuipółletni kontrakt z nowym zespołem. Największym zwolennikiem talentu Polaka w angielskim klubie był trener Glenn Hoddle. W snajperze najbardziej cenił spryt i skuteczność, jaką wykazywał się pod bramką przeciwników. Zawodnik miał pomóc w osiągnięciu przez Wolverhampton awansu do Premier League. Sam napastnik optymistycznie wypowiadał się o perspektywach w nowym klubie – był pewien, że już w pierwszych meczach dostanie szansę gry w pierwszym składzie i wkrótce potwierdzi oczekiwania wobec jego osoby zdobytymi bramkami.
Polak zadebiutował w barwach drużyny w przegranym 0:3 meczu z Manchesterem United w Pucharze Anglii. Niedługo później wystąpił w meczu ligowym z Leicester, przegranym przez Wolverhampton. Po kilku meczach w mediach pojawiały się informacje o nieskuteczności Polaka i coraz mniejszej liczbie rozgrywanych przez niego minut na angielskich boiskach. Sam napastnik wyjawił, że jego aklimatyzacja w Anglii przebiegała ciężko, ale miał nadzieję, że uda mu się rozwiązać problemy. W marcu wyznał, że debiut nastąpił zbyt szybko po kontuzji i nie był jeszcze wtedy w pełni sił. W kolejnych tygodniach do Polski przychodziły informacje o kolejnych meczach bez zdobytego gola. Pod koniec kwietnia w mediach pojawiła się wypowiedź napastnika, który stwierdził, że ta runda jest dla niego stracona. Przyczyn słabej strzeleckiej formy upatrywał w formie psychicznej.
W sierpniu w Wolverhampton nastąpiła zmiana na stanowisku trenera, przed nowym sezonem nowym menedżerem klubu został Mick McCarthy. Polak nie znajdował się w koncepcji drużyny budowanej przez Irlandczyka i często znajdował się poza składem drużyny. Pod koniec sierpnia Wolverhampton wypożyczyło napastnika do CD Tenerife. W swoim drugim występie dla tego klubu strzelił pierwszego gola.
30 czerwca 2007 Tomasz Frankowski wrócił do Wolverhampton z wypożyczenia do CD Tenerife, gdzie w 19 meczach strzelił 3 bramki. 31 sierpnia 2007 oficjalna strona angielskiego klubu podała informację o rozwiązaniu kontraktu z zawodnikiem za porozumieniem stron.
Od tego czasu Polak był wolnym zawodnikiem. Media spekulowały, który klub go zatrudni. Bliski angażu był Lech Poznań, jednak włodarze poznańskiego klubu uznali, że bardziej potrzebny drużynie jest młody i perspektywiczny napastnik. Niedługo później ofertę złożyło mu Chicago Fire.

##### Chicago Fire
Negocjacje pomiędzy klubem a zawodnikiem trwały dłuższy czas. Powodem były rozbieżności finansowe, co było podyktowane ustalonymi restrykcjami finansowymi w MLS. Po zaprezentowaniu wysokiej formy w meczu sparingowym między Chicago Fire a Columbus Crew, w którym strzelił dwa gole, strony szybko doszły do porozumienia. 19 lutego 2008 Tomasz Frankowski podpisał kontrakt z amerykańskim klubem na jeden rok z opcją przedłużenia o kolejne dwa lata. Tym samym kontynuował tradycję występów byłych reprezentantów Polski w drużynie z Chicago.
Debiut w MLS miał miejsce 29 marca w meczu z Realem Salt Lake City. Polak zszedł z boiska kwadrans przed końcem spotkania. Był to jego pierwszy mecz od niespełna roku, kiedy to w tym okresie leczył kontuzje i szukał nowego klubu.
W debiucie przed własną publicznością strzelił dwa gole przeciwko wicemistrzowi USA, zespołowi New England Revolution. Po tym meczu w mediach pojawiła się wypowiedź Polaka, w której okazał żal, iż szkoleniowiec już po pierwszej połowie zdjął go z boiska. Zawodnik pragnął uzyskać hat tricka, by efektownie przywitać się z publicznością.
Po kilku miesiącach popadł w konflikt z trenerem Denisem Hamlettem. Polak miał pretensje do szkoleniowca o to, że ten posadził go na ławce, chociaż prezentował dobrą formę. Trener odparł zarzuty, wskazując, że nie interesuje go opinia zawodnika. Po przegranym finale konferencji z Columbus Crew piłkarz skrytykował ustawienie, na jakie postawił trener. Po pięciu rozegranych meczach stał się rezerwowym, Denis Hamlett zaczął wystawiać go na pozycji środkowego pomocnika.
Tomasz Frankowski dalej nie grał w pierwszym składzie Chicago Fire i już we wrześniu zapowiedział swój powrót do Polski. Napastnik wahał się pomiędzy zakończeniem kariery, a rozegraniem ostatniego sezonu w karierze na boiskach polskiej ekstraklasy. 26 listopada 2008 rozwiązał umowę z amerykańskim klubem.

#### Powrót do Jagiellonii Białystok

##### Sezon 2008/2009
Zatrudnieniem piłkarza było zainteresowane kilka klubów, m.in. Górnik Zabrze, w którym szkoleniowcem był dawny trener Tomasza Frankowskiego z czasów Wisły Kraków – Henryk Kasperczak. Bliska angażu była również Polonia Warszawa. Ostatecznie 23 grudnia 2008 piłkarz podpisał dwuletni kontrakt z drużyną, której był wychowankiem – Jagiellonią Białystok. Zadaniem, które stawiał przed sobą doświadczony napastnik, była pomoc Jagiellonii w utrzymaniu się w lidze. Klub z Białegostoku w połowie sezonu zajmował dziesiąte miejsce w tabeli.
Pierwszą bramkę piłkarz zdobył w pierwszym spotkaniu rundy wiosennej przeciwko Arce Gdynia. Jagiellonia wygrała to spotkanie 3:0, Tomasz Frankowski strzelił dwie bramki. W grudniu zdobyty przez niego w tym spotkaniu gol został uznany bramką roku na plebiscycie „Piłkarskie Oscary”, organizowanym przez Canal+.
Po spotkaniu rozegranym 5 kwietnia z ŁKS-em, w którym zdobył dwie bramki, napastnik Jagiellonii awansował w klasyfikacji strzelców polskiej ligi na jedenastą pozycję z ogólnym dorobkiem 121 goli w ekstraklasie.
Dużą uwagę mediów skupił mecz rozgrywany 11 kwietnia przeciwko Wiśle Kraków. Było to pierwsze spotkanie Tomasza Frankowskiego w Krakowie od czasu, kiedy w 2005 opuścił zespół mistrza kraju na rzecz hiszpańskiego Elche. Przed meczem prasa spekulowała, w jaki sposób napastnika przywita krakowska publiczność. Tomasz Frankowski został przywitany neutralnie, a w meczu doznał urazu żeber w wyniku starcia z Marcinem Baszczyńskim, co skutkowało koniecznością opuszczenia placu gry w następnym meczu z Ruchem Chorzów po kilkunastu minutach.
W spotkaniu 28. kolejki pomiędzy Jagiellonią a Polonią Warszawa, zwyciężonym przez gospodarzy 2:1, jedną z bramek zdobył Tomasz Frankowski. Gol białostoczanina był setną bramką Jagiellonii zdobytą na boiskach ekstraklasy, a także 122. golem zawodnika, co uplasowało go na 10. pozycji wraz z Jerzym Podbrożnym w klasyfikacji najlepszych strzelców w historii polskiej ligi.
W całej rundzie wiosennej sezonu Tomasz Frankowski wystąpił we wszystkich spotkaniach, zdobywając 6 bramek i 3 asysty. Jagiellonia Białystok uplasowała się na dziewiątej pozycji w lidze.

##### Sezon 2009/2010
Jagiellonia inaugurowała sezon z bilansem dziesięciu ujemnych punktów, które były karą za działania korupcyjne w przeszłości. Ta sytuacja determinowała cel, który postawiono drużynie prowadzonej przez Michała Probierza – pozostanie w ekstraklasie na kolejny sezon.
Pierwszego gola Tomasz Frankowski w sezonie rozpoczął już w pierwszym meczu. W 51. minucie pokonał bramkarza Odry Wodzisław, trafienie to zostało wybrane golem kolejki. Drugą bramkę w sezonie zdobył w meczu trzeciej kolejki przeciwko Koronie Kielce.
Spotkanie piątej kolejki, rozegrane 29 sierpnia 2009 pomiędzy Wisłą Kraków a Jagiellonią Białystok, było dwusetnym meczem Tomasza Frankowskiego w Ekstraklasie. Trzecią bramkę w sezonie piłkarz zdobył w przegranym spotkaniu z Lechem Poznań. Po tym spotkaniu obrońca poznańskiego zespołu Manuel Arboleda pochlebnie wypowiadał się o doświadczonym napastniku Jagiellonii, wskazując na jego „boiskową inteligencji”. Kolejnego gola zdobył w meczu 12. kolejki, a jego trafienie dało zwycięstwo Jagiellonii nad Polonią Warszawa. Po tej porażce zespołu ze stolicy z klubu odszedł trener Dušan Radolský. 3 listopada zagrał w meczu 1/8 finału Pucharu Polski przeciwko Arce Gdynia. W dogrywce zdobył dwa gole z rzutów karnych. Były to pierwsze bramki w tych rozgrywkach po jego powrocie do kraju. Dzięki temu zwycięstwu Jagiellonia awansowała do ćwierćfinału.
W rundzie jesiennej ekstraklasy zostało rozegrane siedemnaście kolejek. Skazywana na walkę o utrzymanie Jagiellonia na koniec tej części sezonu zajęła dziesiątą lokatę w tabeli. Tomasz Frankowski wystąpił we wszystkich meczach ligowych i zdobył osiem bramek. Przez media został oceniony najlepszym zawodnikiem drużyny w pierwszej części sezonu.
Runda wiosenna nie była dla niego tak samo udana. Pierwszą bramkę zdobył w pierwszym meczu ćwierćfinałowym Pucharu Polski z Koroną Kielce. W tym meczu Jagiellonia przegrała 1:3, ale dzięki zwycięstwu 3:0 w rewanżu to klub z Białegostoku awansował do półfinału tych rozgrywek. Dwie pierwsze ligowe bramki na wiosnę Frankowski zdobył w meczu 22. kolejki Ekstraklasy z Piastem Gliwice. Po słabszej formie prezentowanej w rundzie wiosennej zawodnik rozważał zakończenie kariery wraz z końcem obowiązującego kontraktu do grudnia 2010. W meczu 24. kolejki z Legią Warszawa nie wykorzystał rzutu karnego, a jego zespół przegrał spotkanie. Była to pierwsza przestrzelona jedenastka przez białostoczanina po powrocie do kraju. Natomiast w meczu 26. kolejki przeciwko Arce Gdynia piłkarz wykorzystał rzut karny w 89. minucie spotkania i dał zwycięstwo Jagiellonii. Wystąpił w drugim meczu półfinałowym Pucharu Polski z Lechią Gdańsk. W tym spotkaniu strzelił bramkę, Jagiellonia zremisowała 1:1 i awansowała do finału krajowych rozgrywek.
Po zakończeniu sezonu wypowiedział się w prasie, iż jednak chce kontynuować karierę i z początkiem nowego sezonu rozpocznie negocjacje z zarządem Jagiellonii w tej kwestii. W finale Pucharu Polski z Pogonią Szczecin przebywał na boisku 80 minut, a Jagiellonia wygrała to spotkanie.
W sezonie 2009/2010 zagrał we wszystkich spotkaniach ekstraklasy, podczas których zdobył 11 bramek i 7 asyst. Był najlepszym strzelcem swojej drużyny. Jagiellonia uplasowała się na 11. pozycji w lidze. W Pucharze Polski gracz rozegrał sześć meczów i zdobył cztery gole. Po zakończeniu sezonu został wybrany w plebiscycie kibiców najlepszym zawodnikiem Jagiellonii w minionym sezonie.

##### Sezon 2010/2011

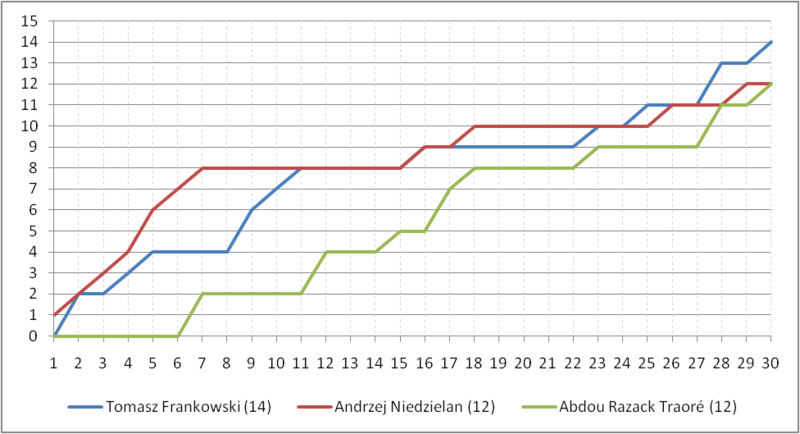
Przebieg rywalizacji o tytuł króla strzelców w poszczególnych kolejkach sezonu 2010/2011

Pierwszym spotkaniem piłkarza w nowym sezonie był mecz w eliminacjach Ligi Europy przeciwko Arisowi Saloniki. Spotkanie rozgrywane 29 lipca w Białymstoku Jagiellonia przegrała 1:2. 1 sierpnia rozegrany został Superpuchar Polski, w którym białostocki klub spotkał się z mistrzem kraju – Lechem Poznań. Jedyną bramkę w spotkaniu zdobył w 83. minucie Tomasz Frankowski. Zdobyte trofeum było pierwszym w historii klubu, natomiast drugim w karierze napastnika. W rewanżowym meczu III rundy kwalifikacyjnej Ligi Europy pojawił się na boisku w 50. minucie spotkania. Jagiellonia zremisowała 2:2 i odpadła z rozgrywek.
Pierwsze bramki w lidze zdobył w drugiej kolejce, w meczu z GKS-em Bełchatów. Napastnik pokonał bramkarza gości Łukasza Sapelę dwukrotnie: w 20. minucie z rzutu karnego i w 30. minucie. Jagiellonia wygrała to spotkanie 3:1. Kolejne bramki białostoczanin strzelił w 4. i 5. kolejce w wygranych spotkaniach przeciwko Lechowi Poznań i Wiśle Kraków. Przesunął się wówczas na pozycję lidera w klasyfikacji strzelców na boiskach ekstraklasy w barwach Jagiellonii – z liczbą 21 goli wyprzedził o jedną bramkę Jacka Bayera. Zwycięstwo z Wisłą Kraków pozwoliło Jagiellonii znaleźć się pierwszy raz od czasu powstania klubu na pozycji lidera w najwyższej klasie rozgrywkowej.
Następne bramki napastnik z Białegostoku strzelił w meczach 9., 10. i 11. kolejki. Pierwszy z nich przeciwko Polonii Bytom, w którym zaliczył dwa trafienia, zakończył się zwycięstwem 3:0. Kolejny gol przeciwko Widzewowi Łódź padł w przegranym spotkaniu 1:4. Bramka z 11. kolejki przeciwko Polonii Warszawa była jedyną w tym meczu i dała zwycięstwo białostoczanom. Temat napastnika w tym spotkaniu był poruszany w prasie już od kilku dni. Spekulowano, czy zdoła się wykurować po doznanej kontuzji i czy ewentualne zwycięstwo będzie odbierał jako zemstę na trenerze Polonii Warszawa Pawle Janasie, byłym selekcjonerze kadry, który nie powołał go na mistrzostwa świata w 2006. Tomasz Frankowski przyznał, że w ciągu czterech lat, które minęły od czasu tamtej sytuacji nie rozmawiał z byłym selekcjonerem. Dzięki bramce zdobytej z Polonią Warszawa, która była 141. Tomasza Frankowskiego w polskiej Ekstraklasie, dogonił on dziewiątego Teodora Aniołę w klasyfikacji najskuteczniejszych strzelców w historii polskiej ligi.
W sezonie tym został po raz czwarty królem strzelców ekstraklasy z dorobkiem 14 bramek; zaliczył również 4 asysty. 21 października zawodnik podpisał nowy kontrakt obowiązujący do końca sezonu 2011/2012. Zapowiedział, że jego nowym celem jest dogonienie czwartego w klasyfikacji strzelców ligi Włodzimierza Lubańskiego.

##### Sezon 2011/2012
6 sierpnia 2011 strzelił swoją 150. bramkę w spotkaniu przeciwko Lechii Gdańsk w 2. kolejce sezonu, wygranym przez jego drużynę 2:1. 22 października w wygranym meczu Jagiellonii z GKS-em Bełchatów strzelił zwycięskiego gola, a zarazem swoją 156. bramkę w najwyższej klasie rozgrywkowej. Tym samym awansował na czwarte miejsce w klasyfikacji Klubu 100 (wyprzedzając Włodzimierza Lubańskiego).

##### Sezon 2012/2013
6 kwietnia 2013 podczas meczu 21. kolejki między Jagiellonią a Pogonią Szczecin strzelił w czwartej minucie z rzutu karnego swojego 168. gola w ekstraklasie, czym awansował na 3. miejsce w klasyfikacji Klubu 100, wyrównując osiągnięcie Gerarda Cieślika.
29 maja 2013 ogłosił, że wraz z końcem sezonu zakończy piłkarską karierę. Swój ostatni mecz w piłkarskiej karierze rozegrał 2 czerwca 2013 z Ruchem Chorzów na własnym stadionie w ramach ostatniej kolejki ekstraklasy. Jagiellonia wygrała to spotkanie 1:0. Piłkarz z boiska zszedł w 89. minucie, będąc żegnany przez kibiców brawami.
7 września 2013 w Białymstoku odbył się benefis Tomasza Frankowskiego. Tego dnia zostały rozegrane dwa mecze: jego zespół pod nazwą Jagiellonia 74 zagrał z reprezentacją artystów polskich. Spotkanie wygrał zespół napastnika 3:2, a Tomasz Frankowski strzelił dwie bramki. Potem został rozegrany mecz między Jagiellonią a drużyną o nazwie „Franek Team”, który zakończył się zwycięstwem Jagiellonii 4:2 (w tym meczu zawodnik strzelił bramkę).
Ze względu na swoją bramkostrzelność zyskał pseudonim „Franek, łowca bramek”. W ciągu swojej kariery na pierwszoligowych boiskach rozegrał w latach 1992–2013 (z przerwami z powodu gry poza granicami kraju) 302 mecze. Strzelił łącznie w swojej karierze 168 goli w polskiej lidze, plasując się na 3. miejscu Klubu 100 – klasyfikacji zawodników grających w polskiej lidze, którzy zdobyli ponad 100 bramek.

### Kariera reprezentacyjna

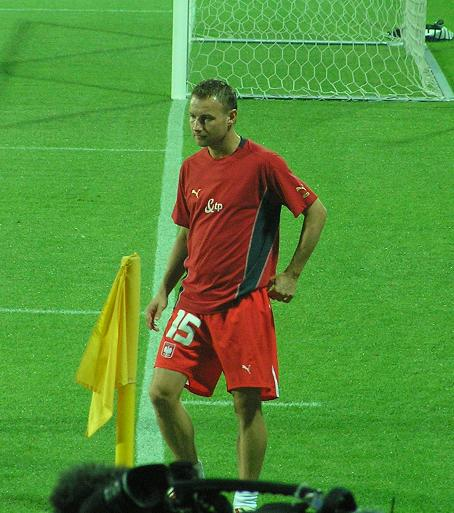
Tomasz Frankowski na rozgrzewce przed meczem Polska-Walia (2004)

Reprezentacyjną karierę rozpoczął w 1991. Wtedy po raz pierwszy rozegrał mecz w reprezentacji Polski U-16. W latach 1991–1993 występował w reprezentacjach młodzieżowych U–16 (5 meczów i 2 gole), U-17] (8 meczów i 2 gole) i U-18 (3 mecze i 2 gole). Łącznie w reprezentacjach juniorskich rozegrał 16 meczów, strzelając 6 goli.
Dobre występy w Wiśle Kraków zaowocowały powołaniem do prowadzonej wówczas przez Janusza Wójcika kadry seniorów na mecz rozegrany 28 kwietnia 1999 z Czechami. W latach 1999–2000 w kadrze rozegrał jeszcze trzy mecze, w tym czasie zdobył pierwszego gola w reprezentacji. 15 listopada 2000 strzelił bramkę w meczu towarzyskim przeciwko Islandii. Potem przez kolejne cztery lata, choć dalej grał bardzo dobrze, trenerzy nie widzieli dla niego miejsca w kadrze, tłumacząc, iż nie pasuje do stylu gry reprezentacji oraz ma słabe warunki fizyczne. Dopiero Paweł Janas przywrócił go w 2004 na mecze eliminacyjne mistrzostw świata.
Po meczu z Walią, rozgrywanym 13 października 2004 w ramach eliminacji do mistrzostw świata, w którym zwycięską bramkę zdobył Tomasz Frankowski, selekcjoner walijskiej reprezentacji Mark Hughes podał się do dymisji.
Jako reprezentant Polski wystąpił w 22 spotkaniach, zdobywając 10 bramek. Był jednym z głównych zawodników reprezentacji Polski, która wywalczyła awans na mistrzostwa świata w Niemczech. W eliminacjach do turnieju zdobył 7 goli, przebywając na boisku łącznie przez 383 minuty. Niespodziewanie jednak trener Paweł Janas nie widział go w kadrze na finały mistrzostw świata, co skutkowało licznymi krytycznymi uwagami ze strony mediów i kibiców.
Po mundialu został powołany przez selekcjonera Leo Beenhakkera na mecz towarzyski z Danią oraz na mecze eliminacyjne do mistrzostw Europy z Finlandią i Serbią. Ostatni mecz w kadrze rozegrał 2 września 2006 z Finlandią (1:3), kiedy to został zmieniony przez Łukasza Gargułę w 74. minucie.

### Działalność zawodowa i publiczna
W czerwcu 2009 wraz z Mirosławem Szymkowiakiem i Markiem Koniecznym założył Akademię Piłkarską 21 im. Henryka Reymana.
W sierpniu 2010, po półrocznym okresie nieskuteczności strzeleckiej reprezentacji i m.in. po wysokich porażkach z Kamerunem czy Hiszpanią, Tomasz Frankowski zaproponował pomoc selekcjonerowi kadry Franciszkowi Smudzie. W listopadzie selekcjoner poinformował o włączeniu Tomasza Frankowskiego do sztabu kadry, powierzając mu funkcję trenera napastników. Stanowisko to zajmował do czasu odejścia Franciszka Smudy, nie znajdując się w sztabie Waldemara Fornalika.
Pierwotnie w 1993 nie ukończył piątej klasy Technikum Budowlanego w Białymstoku ze względu na wyjazd do Francji. W 2011 zdał egzamin maturalny. Przedmiotami zdawanymi przez Tomasza Frankowskiego były język polski, matematyka i język francuski. W 2014 podjął studia w WSAP w Białymstoku.
Został członkiem honorowego komitetu poparcia Bronisława Komorowskiego przed przedterminowymi wyborami prezydenckimi w 2010 oraz przed wyborami prezydenckimi w 2015.
Przystąpił do Platformy Obywatelskiej, z rekomendacji której został kandydatem Koalicji Europejskiej w wyborach do Parlamentu Europejskiego w tym samym roku jako lider listy w okręgu nr 3. W wyniku głosowania z 26 maja 2019 uzyskał mandat posła do Parlamentu Europejskiego, zdobywając 125 845 głosów.
W 2024 nie uzyskał reelekcji, kandydując z drugiego miejsca Koalicji Obywatelskiej w tym samym okręgu i zdobywając 88 190 głosów. W marcu 2025 bez powodzenia kandydował na urząd wójta nowo utworzonej gminy Grabówka, zajmując trzecie miejsce spośród pięciu kandydatów z wynikiem 15,72% głosów.

## Wyniki w wyborach ogólnopolskich
| Wybory | Komitet wyborczy | Komitet wyborczy     | Organ                            | Okręg | Wynik            |
| ------ | ---------------- | -------------------- | -------------------------------- | ----- | ---------------- |
| 2019   |                  | Koalicja Europejska  | Parlament Europejski IX kadencji | nr 3  | 125 845 (15,87%) |
| 2024   |                  | Koalicja Obywatelska | Parlament Europejski X kadencji  | nr 3  | 88 190 (12,83%)  |

## Życie prywatne
Jego żoną w 1999 została Edyta Szymajda.

## Statystyki
| Klub                    | Sezon                 | Liga                  | Ligi krajowe | Ligi krajowe | Puchary krajowe | Puchary krajowe | Puchary kontynentalne | Puchary kontynentalne | Łącznie | Łącznie | Łącznie |
| Klub                    | Sezon                 | Liga                  | Mecze        | Bramki       | Mecze           | Bramki          | Mecze                 | Bramki                | Mecze   | Bramki  |         |
| ----------------------- | --------------------- | --------------------- | ------------ | ------------ | --------------- | --------------- | --------------------- | --------------------- | ------- | ------- | ------- |
| Jagiellonia Białystok   | 1991/1992             | I Liga                | 3            | 0            | 1               | 1               | –                     | –                     | 4       | 1       |         |
| Jagiellonia Białystok   | 1992/1993             | Ekstraklasa           | 9            | 1            | 0               | 0               | –                     | –                     | 9       | 1       |         |
| RC Strasbourg (rezerwy) | 1993/1994             | National 2            | 30           | 22           | –               | –               | –                     | –                     | 30      | 22      |         |
| RC Strasbourg           | 1994/1995             | Ligue 1               | 10           | 2            | 1               | 0               | –                     | –                     | 11      | 2       |         |
| RC Strasbourg           | 1995/1996             | Ligue 1               | 11           | 0            | 2               | 1               | 4                     | 0                     | 17      | 1       |         |
| Nagoya Grampus Eight    | 1996                  | J-League              | 7            | 1            | –               | –               | –                     | –                     | 7       | 1       |         |
| Poitiers FC             | 1996/1997             | Championnat National  | 32           | 22           | 1               | 1               | –                     | –                     | 33      | 23      |         |
| FC Martigues            | 1997/1998             | Ligue 2               | 19           | 5            | 2               | 0               | –                     | –                     | 21      | 5       |         |
| Wisła Kraków            | 1998/1999             | Ekstraklasa           | 29           | 21           | 2               | 1               | 6                     | 1                     | 37      | 23      |         |
| Wisła Kraków            | 1999/2000             | Ekstraklasa           | 26           | 17           | 10              | 3               | –                     | –                     | 36      | 20      |         |
| Wisła Kraków            | 2000/2001             | Ekstraklasa           | 28           | 18           | 8               | 3               | 6                     | 5                     | 42      | 26      |         |
| Wisła Kraków            | 2001/2002             | Ekstraklasa           | 26           | 9            | 16              | 9               | 7                     | 2                     | 49      | 20      |         |
| Wisła Kraków            | 2002/2003             | Ekstraklasa           | 12           | 6            | 3               | 1               | 0                     | 0                     | 15      | 7       |         |
| Wisła Kraków            | 2003/2004             | Ekstraklasa           | 22           | 15           | 1               | 0               | 7                     | 5                     | 30      | 20      |         |
| Wisła Kraków            | 2004/2005             | Ekstraklasa           | 26           | 25           | 7               | 3               | 5                     | 7                     | 38      | 35      |         |
| Wisła Kraków            | 2005/2006             | Ekstraklasa           | 4            | 4            | –               | –               | 2                     | 1                     | 6       | 5       |         |
| Elche CF                | 2005/2006             | Segunda División      | 14           | 8            | 0               | 0               | –                     | –                     | 14      | 8       |         |
| Wolverhampton           | 2005/2006             | Championship          | 16           | 0            | 1               | 0               | –                     | –                     | 17      | 0       |         |
| Wolverhampton           | 2006/2007             | Championship          | 0            | 0            | 1               | 0               | –                     | –                     | 1       | 0       |         |
| CD Tenerife (wyp.)      | 2006/2007             | Segunda División      | 19           | 3            | 0               | 0               | –                     | –                     | 19      | 3       |         |
| Chicago Fire            | 2008                  | MLS                   | 17           | 2            | 1               | 0               | –                     | –                     | 18      | 2       |         |
| Jagiellonia Białystok   | 2008/2009             | Ekstraklasa           | 13           | 6            | –               | –               | –                     | –                     | 13      | 6       |         |
| Jagiellonia Białystok   | 2009/2010             | Ekstraklasa           | 30           | 11           | 6               | 4               | –                     | –                     | 36      | 15      |         |
| Jagiellonia Białystok   | 2010/2011             | Ekstraklasa           | 29           | 14           | 3               | 1               | 2                     | 0                     | 34      | 15      |         |
| Jagiellonia Białystok   | 2011/2012             | Ekstraklasa           | 25           | 15           | 0               | 0               | 2                     | 1                     | 27      | 16      |         |
| Jagiellonia Białystok   | 2012/2013             | Ekstraklasa           | 23           | 6            | 2               | 1               | –                     | –                     | 25      | 7       |         |
| Suma                    | Jagiellonia Białystok | Jagiellonia Białystok | 132          | 53           | 12              | 7               | 4                     | 1                     | 148     | 61      |         |
| Suma                    | RC Strasbourg         | RC Strasbourg         | 21           | 2            | 3               | 1               | 4                     | 0                     | 28      | 3       |         |
| Suma                    | Wisła Kraków          | Wisła Kraków          | 173          | 115          | 47              | 20              | 33                    | 21                    | 253     | 156     |         |
| Suma                    | Wolverhampton         | Wolverhampton         | 16           | 0            | 2               | 0               | –                     | –                     | 18      | 0       |         |

### Mecze w reprezentacji
Łączny bilans: 22 mecze (13 towarzyskich, 9 o punkty w tym: 14 zwycięstw, 1 remis, 7 porażek), 10 goli.
| Występy w reprezentacji Polski | Występy w reprezentacji Polski | Występy w reprezentacji Polski | Występy w reprezentacji Polski | Występy w reprezentacji Polski | Występy w reprezentacji Polski | Występy w reprezentacji Polski | Występy w reprezentacji Polski | Występy w reprezentacji Polski                              |
| L.p.                           | Data                           | Miejsce                        | Gospodarz                      | vs                             | Gość                           | Wynik                          | Grał                           | Uwagi                                                       |
| ------------------------------ | ------------------------------ | ------------------------------ | ------------------------------ | ------------------------------ | ------------------------------ | ------------------------------ | ------------------------------ | ----------------------------------------------------------- |
| 1.                             | 28 kwietnia 1999               | Warszawa                       | Polska                         | –                              | Czechy                         | 2:1                            | od 65'                         | mecz towarzyski, wprowadzony za Mirosława Trzeciaka         |
| 2.                             | 4 czerwca 1999                 | Warszawa                       | Polska                         | –                              | Bułgaria                       | 2:0                            | od 59'                         | eliminacje do Euro 2000, wprowadzony za Artura Wichniarka   |
| 3.                             | 4 czerwca 2000                 | Lozanna                        | Holandia                       | –                              | Polska                         | 3:1                            | od 82'                         | mecz towarzyski, wprowadzony za Pawła Kryszałowicza         |
| 4.                             | 15 listopada 2000              | Warszawa                       | Polska                         | –                              | Islandia                       | 1:0                            | od 46'                         | mecz towarzyski, wprowadzony za Emmanuela Olisadebe         |
| 5.                             | 9 października 2004            | Wiedeń                         | Austria                        | –                              | Polska                         | 1:3                            | od 67'                         | eliminacje do MŚ 2006, wprowadzony za Grzegorza Rasiaka     |
| 6.                             | 13 października 2004           | Cardiff                        | Walia                          | –                              | Polska                         | 2:3                            | od 60'                         | eliminacje do MŚ 2006, wprowadzony za Piotra Włodarczyka    |
| 7.                             | 17 listopada 2004              | Paryż                          | Francja                        | –                              | Polska                         | 0:0                            | do 81'                         | mecz towarzyski, zmieniony przez Grzegorza Rasiaka          |
| 8.                             | 9 lutego 2005                  | Grodzisk Wielkopolski          | Polska                         | –                              | Białoruś                       | 1:3                            | do 67'                         | mecz towarzyski, zmieniony przez Grzegorza Rasiaka          |
| 9.                             | 25 marca 2005                  | Warszawa                       | Polska                         | –                              | Azerbejdżan                    | 8:0                            | do 67'                         | eliminacje do MŚ 2006, zmieniony przez Andrzeja Niedzielana |
| 10.                            | 27 marca 2005                  | Warszawa                       | Polska                         | –                              | Irlandia Północna              | 1:0                            | 90'                            | eliminacje do MŚ 2006                                       |
| 11.                            | 29 maja 2005                   | Szczecin                       | Polska                         | –                              | Albania                        | 1:0                            | do 46'                         | mecz towarzyski, zmieniony przez Andrzeja Niedzielana       |
| 12.                            | 4 czerwca 2005                 | Baku                           | Azerbejdżan                    | –                              | Polska                         | 0:3                            | do 57'                         | eliminacje do MŚ 2006, zmieniony przez Andrzeja Niedzielana |
| 13.                            | 15 sierpnia 2005               | Kijów                          | Polska                         | –                              | Serbia                         | 3:2                            | do 46'                         | mecz towarzyski, zmieniony przez Sebastiana Milę            |
| 14.                            | 17 sierpnia 2005               | Kijów                          | Polska                         | –                              | Izrael                         | 3:2                            | do 34'                         | mecz towarzyski, zmieniony przez Sebastiana Przyrowskiego   |
| 15.                            | 7 września 2005                | Warszawa                       | Polska                         | –                              | Walia                          | 1:0                            | od 46'                         | eliminacje do MŚ 2006, wprowadzony za Grzegorza Rasiaka     |
| 16.                            | 12 października 2005           | Manchester                     | Anglia                         | –                              | Polska                         | 2:1                            | od 39'                         | eliminacje do MŚ 2006, wprowadzony za Macieja Żurawskiego   |
| 17.                            | 13 listopada 2005              | Barcelona                      | Ekwador                        | –                              | Polska                         | 0:3                            | 90'                            | mecz towarzyski                                             |
| 18.                            | 1 marca 2006                   | Kaiserslautern                 | USA                            | –                              | Polska                         | 1:0                            | do 62'                         | mecz towarzyski, zmieniony przez Andrzeja Niedzielana       |
| 19.                            | 2 maja 2006                    | Bełchatów                      | Polska                         | –                              | Litwa                          | 1:0                            | 90'                            | mecz towarzyski                                             |
| 20.                            | 14 maja 2006                   | Wronki                         | Polska                         | –                              | Wyspy Owcze                    | 4:0                            | do 24'                         | mecz towarzyski, zmieniony przez Marka Saganowskiego        |
| 21.                            | 16 sierpnia 2006               | Odense                         | Dania                          | –                              | Polska                         | 2:0                            | 90'                            | mecz towarzyski                                             |
| 22.                            | 2 września 2006                | Bydgoszcz                      | Polska                         | –                              | Finlandia                      | 1:3                            | do 74'                         | eliminacje do Euro 2008, zmieniony przez Łukasza Gargułę    |

## Sukcesy

### Drużynowe
RC Strasbourg
- Puchar Intertoto (1): 1995

Wisła Kraków
- Mistrzostwo Polski (5): 1999, 2001, 2003, 2004, 2005
- Puchar Polski (2): 2002, 2003
- Puchar Ligi Polskiej (1): 2001
- Superpuchar Polski (1): 2001

Jagiellonia Białystok
- Puchar Polski (1): 2010
- Superpuchar Polski (1): 2010

Reprezentacja Polski
- Memoriał Walerego Łobanowskiego (1): 2005

Indywidualne
- Król strzelców (4):
  - w Wiśle Kraków (3): 1999, 2001, 2005
  - w Jagiellonii Białystok (1): 2011
- „Ligowiec Roku” w Plebiscycie „Piłki Nożnej” (1): 2004